# ブラザース
ブラザースは、吉本興業・東京本社で活動していたお笑いコンビ。大阪NSC12期生。1994年3月結成、2009年6月解散。

## メンバー
- 谷口 聡（たにぐち さとし、1974年12月13日 - ）ボケ担当。京都府京都市出身。身長180cm。血液型はB型。

眼鏡をかけている。
解散後はピン芸人として活動していたが、現在は引退している。
- 石割 博之（いしわり　ひろゆき、1970年12月14日 - ）ツッコミ担当。京都府宇治市出身。身長159cm。血液型はB型。

GBのギター担当。既婚。
解散後ははるな愛経営のお好み焼き屋「A.garden」に勤務している。

## 芸風・人物
- 主に漫才だが、漫才中に紙芝居をやることもあった。
- 定番のツカミで、冒頭に谷口が「ブラザースが出てきたよ〜。ノッポとメガネが出てきたよ〜。」という一言に石割が「お前だけやないか」とツッコむくだりがあった。
- 1995年にNSC同期のビリジアン、シンドバット、COWCOW、スキヤキ、ブラザース、おはよう。によるユニット「フルーツ大統領」に参加、1998年に脱退。同年、東京に進出。
- その後、コンビ活動の傍らで谷口はパチスロ店の副店長になるなどしていたが、後に『爆笑オンエアバトル』（NHK総合）の出演などで知名度が上昇。第5回チャンピオン大会のファイナルにおいて、7位に入った。
- 『やりすぎコージー』（テレビ東京）内のコーナー「やりすぎFBI」で、石割が自分と関係のない番組やイベントの打ち上げに勝手に侵入し参加している事が判明した。わざわざそのためだけに名古屋までバイクで行ったりすることもあるほどで、バレないように出口近くの端の席にそっと座ることがベストとしている。「しんどいのは最初の10分だけや」という名言を残した。

## 主な出演

### テレビ
- 爆笑オンエアバトル（NHK総合）戦績6勝2敗 最高501KB
  - 第5回チャンピオン大会 ファイナル7位
  - ※フルーツ大統領の6組の芸人の中では唯一チャンピオン大会に出場している[3]。
- 慢性吉本炎（TBSテレビ）
- 嵐MASSE（毎日放送）
- わらばん（IBC岩手放送）
- ゼベック・オンライン (TOKYO MX、2004年10月4日)他。

### ラジオ
- 電波ファイター（CBCラジオ）
- よしもとDAウー（ラジオ大阪）

### 映画
- 岸和田少年愚連隊（監督：井筒和幸）
- 〜浪商のヤマモトじゃ!〜鬼監督のヤマモトじゃ!（劇場公開時タイトル：男前〜泣いて笑って泥まみれ〜）